# Keeper of the Seven Keys Part 2
Keeper of the Seven Keys Part II é o terceiro álbum de estúdio da banda alemã de power metal Helloween, lançado em 1988. O álbum ganhou disco de ouro na Alemanha e alcançou a posição #108 no ranking dos EUA.
Dois singles foram lançados do álbum, "Dr. Stein" e "I Want Out". Esta última foi regravada por várias bandas de metal, como Gamma Ray, Unisonic, Hammerfall, LORD e Sonata Arctica. Foi confirmado pelo guitarrista Michael Weikath que era para ser um único álbum, mas não foi assim lançado por motivos financeiros na época, sendo dividido em Part I e Part II.
O álbum foi eleito pelo portal Loudwire e pela revista Metal Hammer como o melhor disco de power metal de todos os tempos. A revista também o contemplou na sua lista de "10 discos essenciais de power metal".

## Faixas
Todas faixas escritas por Michael Weikath, exceto onde anotado.
| N.º | Título                                                           | Letras        | Duração |  |
| 1.  | "Invitation"                                                     |               | 1:06    |  |
| 2.  | "Eagle Fly Free"                                                 |               | 5:08    |  |
| 3.  | "You Always Walk Alone"                                          | Michael Kiske | 5:08    |  |
| 4.  | "Rise and Fall"                                                  |               | 4:22    |  |
| 5.  | "Dr. Stein"                                                      |               | 5:03    |  |
| 6.  | "We Got the Right"                                               | Kiske         | 5:07    |  |
| 7.  | "Save Us" (Movida para a faixa 10 no relançamento remasterizado) | Kai Hansen    | 5:13    |  |
| 8.  | "March of Time"                                                  |               | 5:13    |  |
| 9.  | "I Want Out"                                                     | Hansen        | 4:39    |  |
| 10. | "Keeper of the Seven Keys"                                       |               | 13:37   |  |

### Faixas da versão longa
| N.º | Título                             | Letras | Duração |  |
| 1.  | "Savage"                           | Kiske  | 3:25    |  |
| 2.  | "Livin' Ain't No Crime"            |        | 4:42    |  |
| 3.  | "Don't Run for Cover"              | Kiske  | 4:45    |  |
| 4.  | "Dr. Stein (Remix)"                |        | 5:05    |  |
| 5.  | "Keeper of the Seven Keys (Remix)" |        | 13:52   |  |

- Faixas 1 e 2 também aparecem no single "Dr. Stein"
- Faixa 3 também aparece no single "I Want Out"
- Faixas 4 e 5 também aparecem na compilação "Treasure Chest"

## Formação
- Michael Kiske - vocais
- Kai Hansen - guitarra, teclados
- Michael Weikath - guitarra
- Markus Grosskopf - baixo, baixo fretless em "Eagle Fly Free"
- Ingo Schwichtenberg - bateria

## Desempenho nas paradas
| Paradas musicais (1988) | Posições |
| ----------------------- | -------- |
| Swiss Albums Chart      | 6        |
| German Albums Chart     | 5        |
| Austrian Albums Chart   | 9        |
| Dutch Albums Chart      | 47       |
| Swedish Albums Chart    | 7        |
| Norwegian Albums Chart  | 12       |
| UK Albums Chart         | 24       |
| Japanese Albums Chart   | 27       |
| US Billboard Top 200    | 108      |